# Monnina bifurcata
Monnina bifurcata är en jungfrulinsväxtart som beskrevs av José Mariano Mociño, Amp; Sesse och Dc.. Monnina bifurcata ingår i släktet Monnina och familjen jungfrulinsväxter. Inga underarter finns listade i Catalogue of Life.